# Сеппьяна
Сеппьяна (итал. Seppiana) — коммуна в Италии, располагается в регионе Пьемонт, в провинции Вербано-Кузьо-Оссола.
Население составляет 166 человек (2008 г.), плотность населения составляет 33 чел./км². Занимает площадь 5 км². Почтовый индекс — 28030. Телефонный код — 0324.
Покровителем коммуны почитается святитель Амвросий Медиоланский, празднование 7 декабря.

## Демография
Динамика населения:

## Администрация коммуны
- Официальный сайт: https://web.archive.org/web/20101021073131/http://www.comune.seppiana.vb.it/